# Senegalpapagei

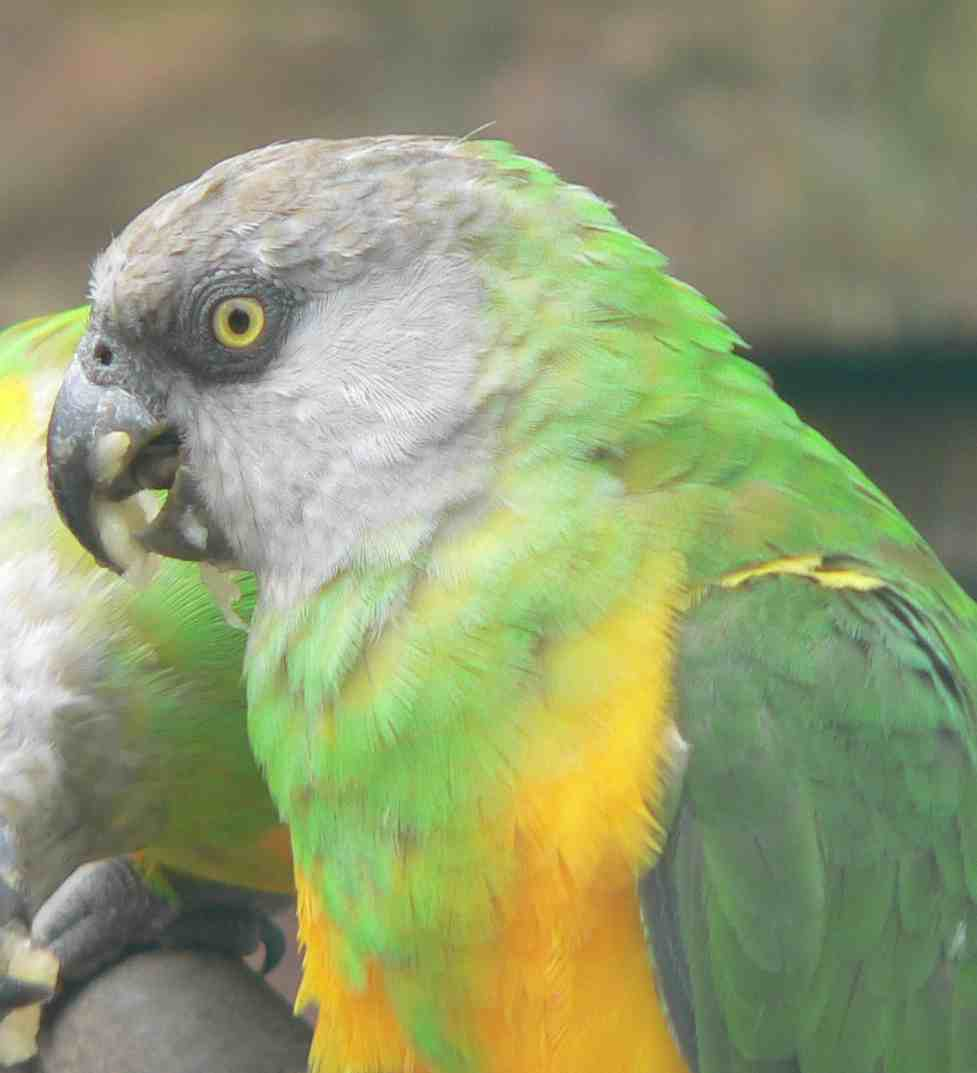
Wie bei allen Langflügelpapageien wirkt der Kopf des Senegalpapageis massig.

Der Senegalpapagei (Poicephalus senegalus), früher Mohrenkopfpapagei genannt, ist eine Papageienart aus der Gattung der Langflügelpapageien (Poicephalus). Es existieren drei Unterarten.

## Aussehen
Kopf und Gesicht grau bis dunkelgrau, Ohrdecken bzw. Ohrfleck mit leicht silbernem Anflug. Hinterbrust, Bauch, Unterflügel- und Unterschwanzdecken in leuchtendem Hellgelb, das sich in der Bauchmitte zu Orange vertieft. Schwungfedern und Schwanz dunkelbraun mit olivgrünem Anflug. Rücken, Schenkel und ein schildförmiges Brustband leuchtend grasgrün. Schnabel schwärzlichgrau, Iris gelb, Brille (nackter Augenring) anthrazit.

## Verbreitung
Senegal, Gambia, Guinea-Bissau und Guinea, Elfenbeinküste und Ghana ostwärts bis West-Nigeria, Ost- und Nordost-Nigeria, Nord-Kamerun und Südwest-Tschad. Die Senegalpapageien sind meist standorttreu und unternehmen nur lokale Wanderungen wegen des Nahrungsangebotes. Senegalpapageien wurden schon bis zu einer Höhe von 1000 m angetroffen.

## Stimme
Der Senegalpapagei zählt zu den mittellauten bis lauten Papageien, der sich mit Pfiffen und einigen schrillen Tönen äußert. Die schrille durchdringende Stimme ist sein Erkennungszeichen untereinander und ist in der Kommunikation in den weitläufigen Steppen Afrikas begründet.

## Die systematische Stellung innerhalb der GattungPoicephalus
Das folgende Kladogramm zeigt die Gattung Poicephalus mit ihren jeweiligen Verwandtschaftsgraden. Es fehlt der Niamniampapagei (Poicephalus crassus), dessen Artstatus umstritten ist.
| N.N.                    | \| \| Poicephalus gulielmi \| \| \| \| \| \| Poicephalus robustus \| \| \| \| \| \| Poicephalus fuscicollis \| \| Vorlage:Klade/Wartung/3 \| \| |
|                         | \| \| Poicephalus gulielmi \| \| \| \| \| \| Poicephalus robustus \| \| \| \| \| \| Poicephalus fuscicollis \| \| Vorlage:Klade/Wartung/3 \| \| |
|                         | Poicepalus flavifrons |
|                         | |
|                         | Poicephalus gulielmi |
|                         | |
|                         | Poicephalus robustus |
|                         | |
|                         | Poicephalus fuscicollis |
| Vorlage:Klade/Wartung/3 | |

|                         | Poicephalus gulielmi    |
|                         |                         |
|                         | Poicephalus robustus    |
|                         |                         |
|                         | Poicephalus fuscicollis |
| Vorlage:Klade/Wartung/3 |                         |

|  | Poicephalus senegalus   |
|  |                         |
|  | Poicephalus rufiventris |
|  |                         |

|                         | Poicephalus cryptoxanthus |
|                         |                           |
|                         | Poicephalus meyeri        |
|                         |                           |
|                         | Poicephalus rüppellii     |
| Vorlage:Klade/Wartung/3 |                           |

|  | Poicephalus senegalus   |
|  |                         |
|  | Poicephalus rufiventris |
|  |                         |

|                         | Poicephalus cryptoxanthus |
|                         |                           |
|                         | Poicephalus meyeri        |
|                         |                           |
|                         | Poicephalus rüppellii     |
| Vorlage:Klade/Wartung/3 |                           |

| N.N.                    | \| \| Poicephalus gulielmi \| \| \| \| \| \| Poicephalus robustus \| \| \| \| \| \| Poicephalus fuscicollis \| \| Vorlage:Klade/Wartung/3 \| \| |
|                         | \| \| Poicephalus gulielmi \| \| \| \| \| \| Poicephalus robustus \| \| \| \| \| \| Poicephalus fuscicollis \| \| Vorlage:Klade/Wartung/3 \| \| |
|                         | Poicepalus flavifrons |
|                         | |
|                         | Poicephalus gulielmi |
|                         | |
|                         | Poicephalus robustus |
|                         | |
|                         | Poicephalus fuscicollis |
| Vorlage:Klade/Wartung/3 | |

|                         | Poicephalus gulielmi    |
|                         |                         |
|                         | Poicephalus robustus    |
|                         |                         |
|                         | Poicephalus fuscicollis |
| Vorlage:Klade/Wartung/3 |                         |

|  | Poicephalus senegalus   |
|  |                         |
|  | Poicephalus rufiventris |
|  |                         |

|                         | Poicephalus cryptoxanthus |
|                         |                           |
|                         | Poicephalus meyeri        |
|                         |                           |
|                         | Poicephalus rüppellii     |
| Vorlage:Klade/Wartung/3 |                           |

|  | Poicephalus senegalus   |
|  |                         |
|  | Poicephalus rufiventris |
|  |                         |

|                         | Poicephalus cryptoxanthus |
|                         |                           |
|                         | Poicephalus meyeri        |
|                         |                           |
|                         | Poicephalus rüppellii     |
| Vorlage:Klade/Wartung/3 |                           |

Folgende Unterarten werden für den Senegalpapagei beschrieben:
- Poicephalus senegalus senegalus
- Poicephalus senegalus versteri
- Poicephalus senegalus mesotypus